# Vasakyrkan, Hedemora
För andra betydelser, se Vasakyrkan.

Vasakyrkan är en kyrka i Hedemora, Dalarnas län. Dess församling bildades i en sammanslutning mellan Hedemora missionsförsamling, Hedemora baptistförsamling och Hedemora fribaptistförsamling. Byggnaden uppfördes 1976 på den plats där stadens missionskyrka tidigare stod. I dag har församlingen band till Equmeniakyrkan.
Församlingen har även en scoutkår, Hedemora kyrkscouter (tidigare Vasakyrkans scoutkår), i samarbete med Hedemora, Husby och Garpenbergs församling, vilken är ansluten till SMU Scout. 

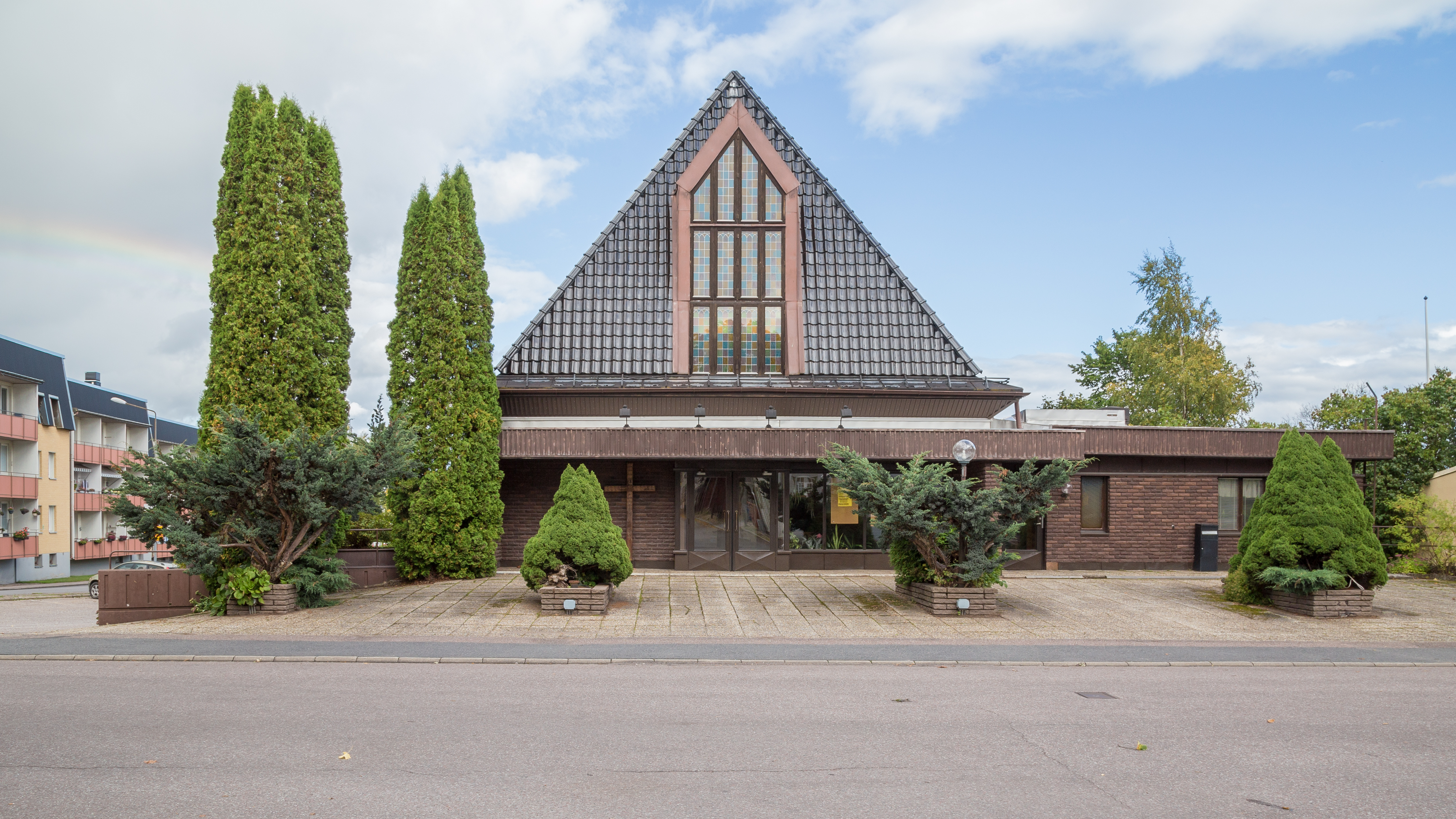
Vasakyrkan
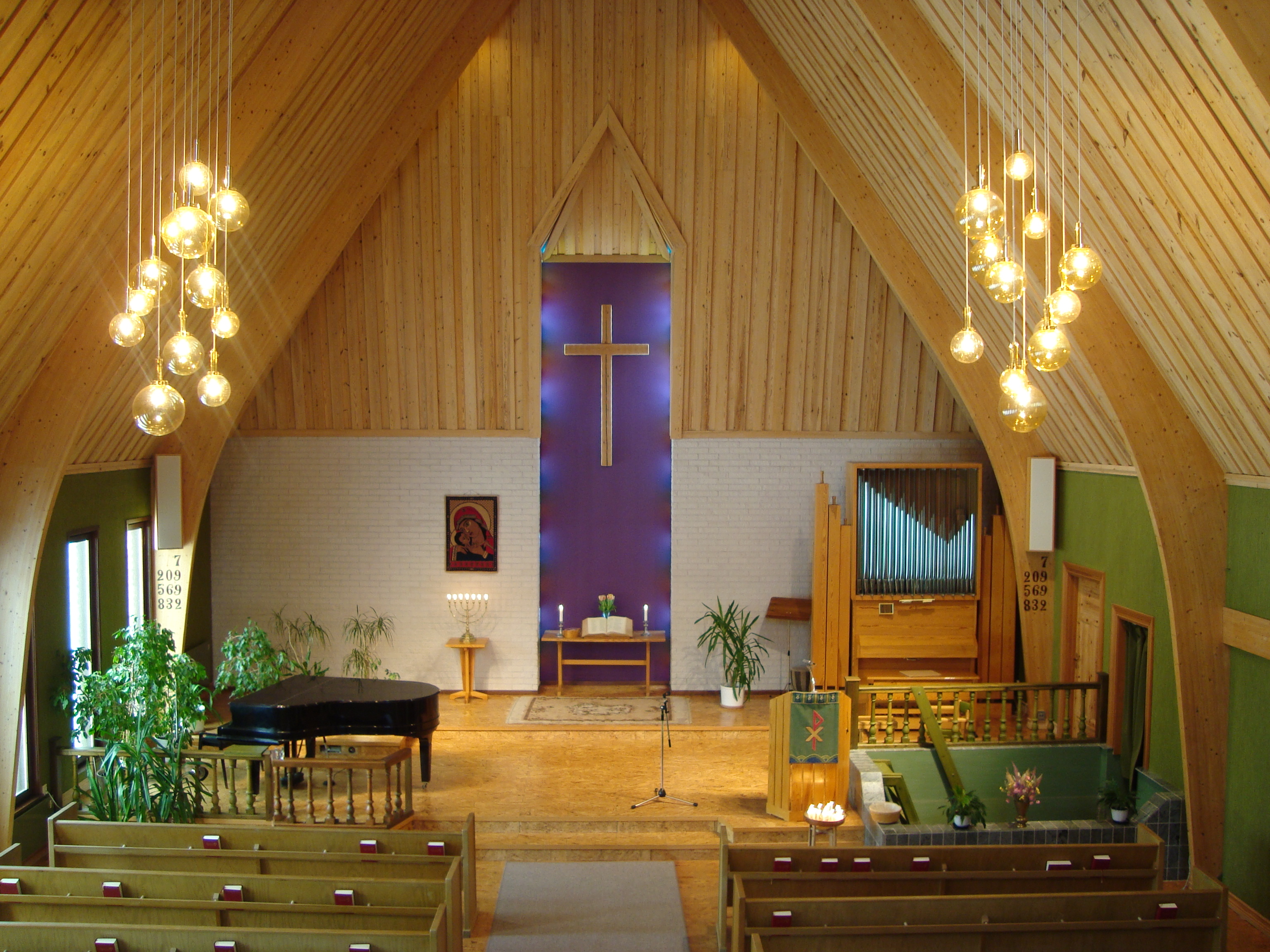
Interiör
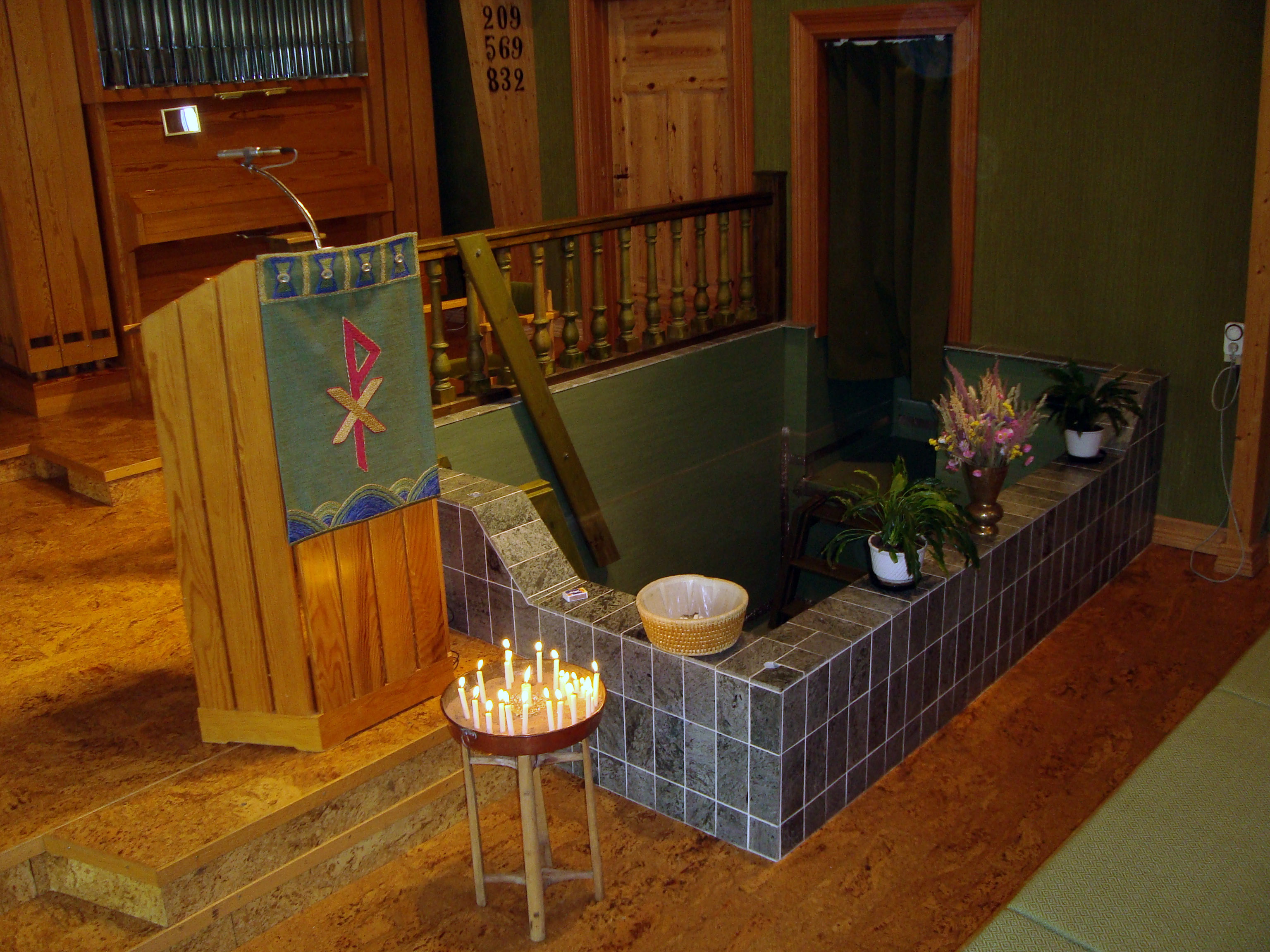
Dopgraven